# Кречмер, Отто
О́тто Вильгельм Август Кре́чмер (нем. Otto Kretschmer, 1 мая 1912 года, Гейдау, Ныса — 5 августа 1998 года, Штраубинг, Бавария) — немецкий офицер-подводник времён Второй мировой войны, кавалер Рыцарского креста с Дубовыми листьями и Мечами, капитан второго ранга (с 1 сентября 1944 года), самый результативный офицер-подводник во Второй мировой войне.

## Биография
Отто Кречмер родился в семье школьного учителя в Нижней Силезии. Обучался в Эксетере (Англия), также во Франции. Имел диплом военного переводчика. 9 октября 1930 года поступил на флот кадетом. 1 октября 1934 года получил чин лейтенанта. Служил на учебном корабле «Niobe» и лёгком крейсере «Эмден». В январе 1936 года переведён в подводный флот. С ноября 1936 года служил вахтенным офицером на U-35, однажды чуть не погиб, оставшись на палубе при тренировочном погружении лодки. В связи с гибелью командира в автокатастрофе, с 31 июля 1937 года Кречмер стал командиром U-35 и в этом качестве совершил плавание к берегам Испании (для поддержки войск Франко). 15 августа 1937 года был назначен новый командир, и Кречмер ещё полтора месяца, до 30 сентября, продолжал выполнять свои обязанности вахтенного офицера. 1 октября 1937 года получил в командование лодку U-23.

### Служба в годы войны

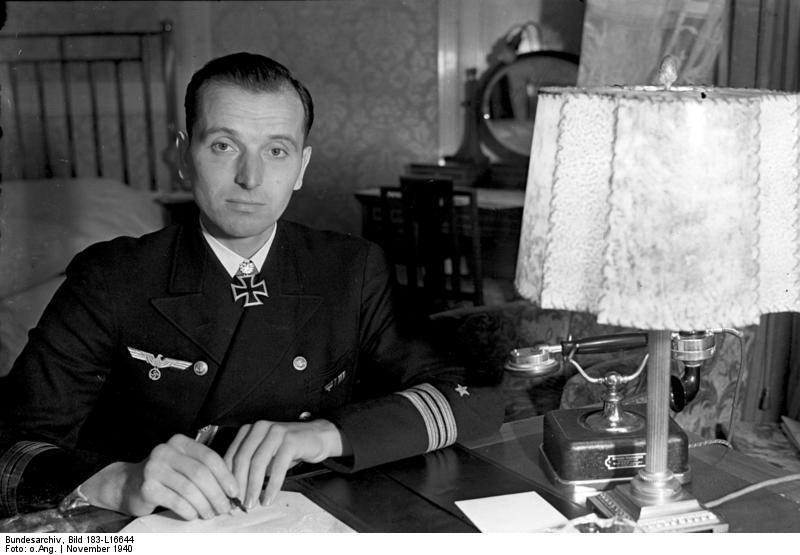
Отто Кречмер, 14 ноября 1940 года

Совершил восемь боевых походов на U-23, минировал фарватеры, 12 января 1940 года смелой ночной атакой в надводном положении торпедировал стоящий в бухте танкер «Денмарк» (10517 т), месяцем позже потопил эсминец «Даринг».
18 апреля 1940 года назначен командиром подлодки U-99. 4 августа 1940 года награждён Рыцарским крестом Железного креста. В ночь на 4 ноября 1940 года U-99 под командованием Кречмера потопила английские вспомогательные крейсера «Патрокл» (11 314 т), «Лаурентик» (18 724 т) и «Форфар» (16 402 т). 4 ноября 1940 года Кречмер награждён Рыцарским крестом с Дубовыми листьями. 17 марта 1941 года U-99 была обнаружена британским эсминцем «Уокер» и забросана глубинными бомбами. Когда лодка всплыла, эсминцы расстреляли её, после чего Кречмер отдал приказ о затоплении лодки. Экипаж взят в плен. Кречмер до конца войны находился в лагере для военнопленных Боуменвиль. 26 декабря 1941 Отто Кречмер был награждён Рыцарским крестом с Дубовыми листьями и Мечами. 

### Послевоенная служба
В 1955 году Отто Кречмер поступил на службу в бундесмарине. С 1958 года командующий амфибийными войсками ФРГ. В 1970 году Кречмер вышел на пенсию в чине адмирала флотилии.
Отто Кречмер умер 5 августа 1998 года в возрасте 86 лет в госпитале Штраубинга, куда попал после того, как во время паромной прогулки по Дунаю неудачно упал на палубе и получил травму головы.

## Боевые результаты
- 40 судов потоплено, 208 954 брт.
- 3 вспомогательных военных судна потоплены, 46 440 брт.
- 1 военный корабль потоплен, 1 375 тонн.
- 1 судно захвачено, 2 136 брт.
- 5 судов повреждено, 37 965 брт.
- 2 судна невосстановимо повреждены, 15 513 брт.

## Галерея

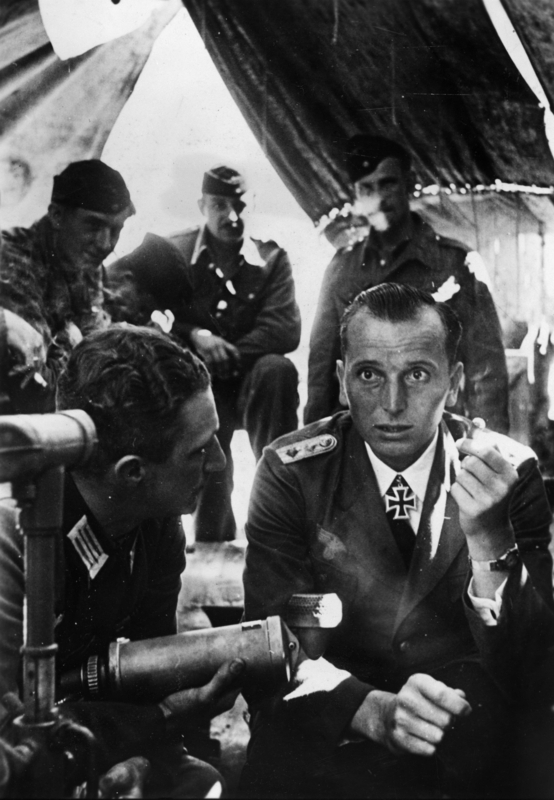
Лето 1940 года, во время послепоходного интервью
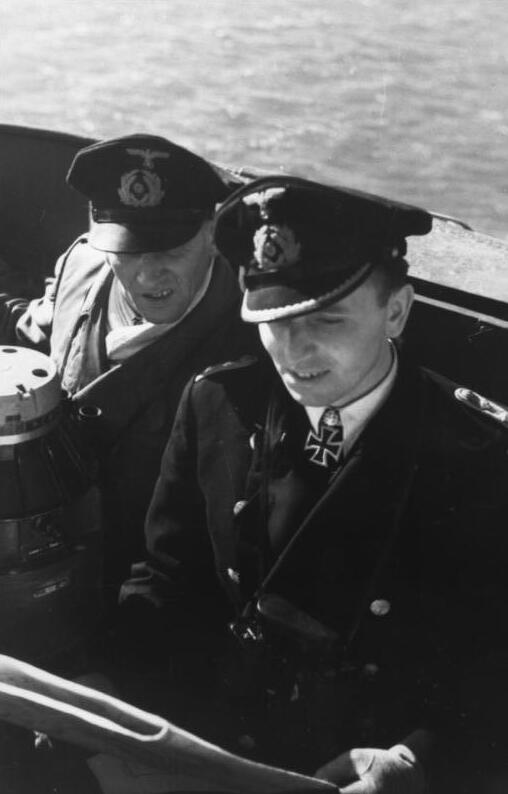
На мостике. Лорьян, Франция, январь 1941 года
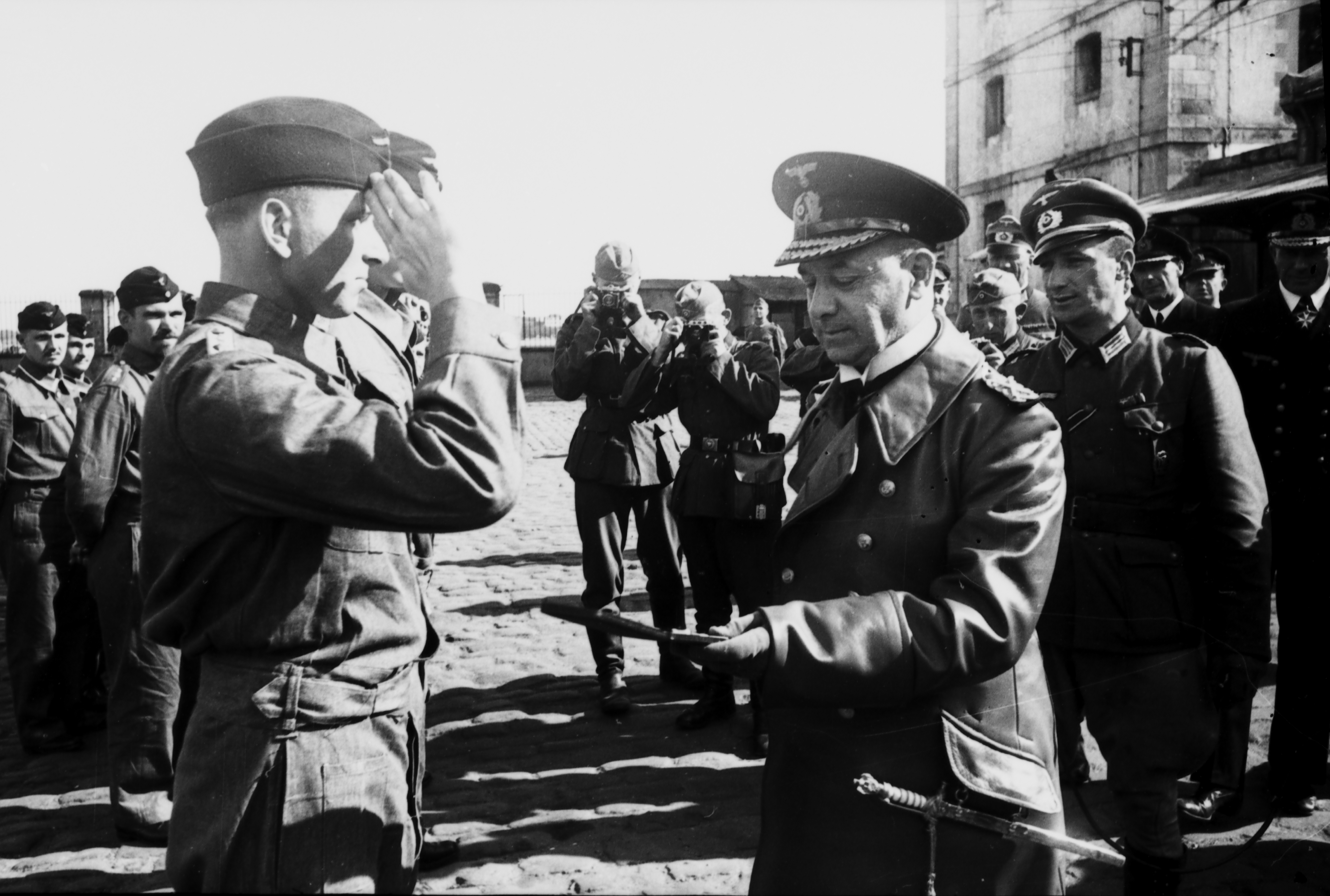
Эрих Редер награждает экипаж U-99. Франция, август 1940
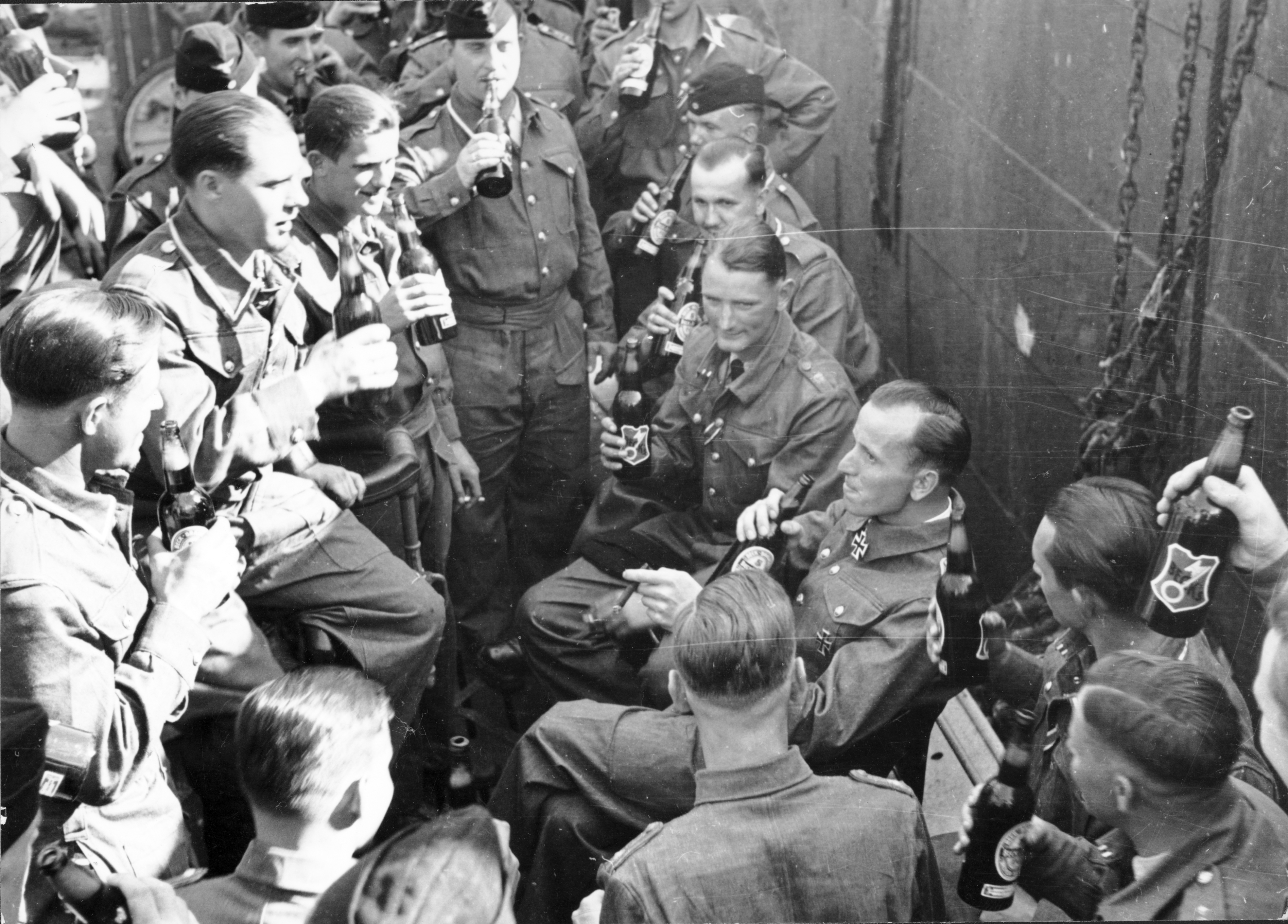
В кругу экипажа U-99 после награждения Кречмера Рыцарским крестом. 8 августа 1940